# Медноголовый щитомордник
Медноголовый щитомордник, или мокасиновый щитомордник (лат. Agkistrodon contortrix) — вид ядовитых змей из рода Agkistrodon подсемейства ямкоголовых семейства гадюковых. Всего известно 5 подвидов, все они распространены в восточной части Северной Америки.

## Описание
Длина взрослой особи составляет от 50 до 100 см. Имеют каштановую окраску с узором из медного или ржавого цвета пятен, отграниченных снаружи тёмно-коричневой каймой. Пятна располагаются по бокам тела змеи.

## Подвиды
| Подвид                             | Автор                     | Распространение |
| ---------------------------------- | ------------------------- | --- |
| Agkistrodon contortrix contortrix  | (Linnaeus, 1766)          | Распространен в США в низовьях реки Миссисипи и в штатах, граничащих с Мексиканским заливом, от восточного Техаса и юго-восточной Оклахомы до южного Иллинойса, а также в Южно-Атлантической прибрежной низменности, исключая Флориду, вплоть до Южной Каролины. |
| Agkistrodon contortrix laticinctus | Gloyd & Conant, 1934      | В Соединённых Штатах: с юга центральной части Техаса (от округа Виктория до округа Фрио) и с северной части Оклахомы, через её центральную часть, до юга округа Каули.                                                                                           |
| Agkistrodon contortrix mokasen     | Palisot de Beauvois, 1799 | В Соединённых Штатах: на юге Иллинойса, северо-востоке Миссисипи, севере Алабамы, севере Джорджии, на северо-восток Массачусетс, Аппалачи и сопредельное плато (associated plateaus).                                                                            |
| Agkistrodon contortrix phaeogaster | Gloyd, 1969               | В Соединённых Штатах: на востоке Канзас, на юго-востоке Небраски и в Миссури. |
| Agkistrodon contortrix pictigaster | Gloyd & Conant, 1943      | В Соединённых Штатах: на западе Техаса от окрестностей рек Пекос и en:Devils River (Texas) до округов Джефф-Девис и Пресидио. В Мексике: на севере Чиуауа и Коауила.                                                                                             |